# Columbia Encyclopedia
La Columbia Encyclopedia è un'enciclopedia a stampa monovolume, realizzata dalla Columbia University Press e, a partire dal 1999, distribuita dal Gale Group. La prima pubblicazione fu nel 1935.
La prima edizione risale al 1935, alla quale seguirono quasi un secolo di ristampe e nuove edizioni, sempre a cura dell'Università della Columbia. due importanti revisioni ebbero luogo nel 1950 e nel 1963.

La sesta edizione, pubblicata nel 2000, contenva più di 51.000 articoli e un totale di circa 6,5 milioni di parole. alcune edizioni sono state pubblicate anche in due volumi.
La Columbia Encyclopedia è consultabile anche nella versione online ed è concessa in licenza a diverse società per l'utilizzo su Internet.